# Philostratos von Athen
Philostratos von Athen war ein antiker griechischer Geschichtsschreiber. Er lebte zur Zeit der Reichskrise des 3. Jahrhunderts im Römischen Reich.
Philostratos wird nur von dem spätantiken Chronisten Johannes Malalas und von dem byzantinischen Chronisten Georgios Synkellos erwähnt. Synkellos zufolge war er ein Geschichtsschreiber, der zur Zeit Kaiser Aurelians (270–275) lebte. Malalas zitiert in seiner Chronik den heute verlorenen Bericht eines Philostratos, der den Perserkrieg zur Zeit Valerians behandelte und die Niederlage des Sassanidenkönigs Schapur I. gegen die Truppen des Odainathos, des Herrschers von Palmyra, in den frühen 60er Jahren des 3. Jahrhunderts schilderte. Sehr wahrscheinlich beziehen sich beide Aussagen auf die gleiche Person, wie unter anderem bereits Felix Jacoby vermutet hat.
Malalas behauptet zwar, Philostratos zufolge habe Odainathos den Perserkönig getötet, was nicht der historischen Realität entspricht, doch ist diese falsche Darstellung wahrscheinlich auf Malalas oder auf eine von ihm herangezogene unbekannte Quelle zurückzuführen. In der Forschung ist umstritten, ob Malalas selbst der Urheber der falschen Nachricht war oder sie einer Zwischenquelle entnahm, in der Philostratos zitiert wurde. Vielleicht hat Malalas seine Zwischenquelle falsch interpretiert oder der Fehler war bereits dort vorhanden. Bei der Zwischenquelle handelte es sich wahrscheinlich um die verlorene Chronik des Domninos, die Malalas intensiv benutzte. Da Philostratos ein Zeitgenosse der von ihm beschriebenen Ereignisse war, dürfte ihm der Fehler kaum anzulasten sein. Andererseits ist das Beziehungsgeflecht zwischen Domninos und Philostratos nicht leicht zu interpretieren, da Malalas beide mehr oder weniger vermischte und oft ungenau arbeitete; möglicherweise handelt es sich auch um zwei getrennt überlieferte Berichte. Olivier Gengler betont hingegen, dass Malalas zwar zwei scheinbar widersprechende Berichte präsentiert, plädiert aber wie Pawel Janiszewski in seiner quellenkritischen Studie dafür, dass Malalas den Bericht des Philostratos nur über Domninos vermittelt bekam.
Im Bericht des Philostratos, den Malalas referiert, finden sich ansonsten jedenfalls sehr wertvolle Angaben, die sich mit dem inschriftlich überlieferten Tatenbericht Schapurs  (res gestae divi Saporis) decken. Philostratos wird demzufolge eine zuverlässige Darstellung des Perserkriegs dieser Zeit geboten haben, ähnlich wie Nikostratos von Trapezunt. Gengler vermutet sogar, dass weite Partien, die diesen Zeitraum der Reichskrise betreffen, in der (sehr umstrittenen und wohl um 400 entstandenen) Historia Augusta, bei Zosimos (einem paganen Geschichtsschreiber, der um 500 lebte) und bei Synkellos auf Philostratos und nicht etwa auf den bekannteren (ebenfalls nur fragmentarisch überlieferten) Werken des Dexippos basieren.
Es wurde spekuliert, dass sich Philostratos am Hof in Palmyra aufgehalten haben könnte. Sehr wahrscheinlich, aber letztlich nicht beweisbar ist die Annahme, dass er ein Verwandter der bekannten Sophistenfamilie der Philostratoi war. Vermutlich handelt es sich bei ihm sogar um den Archon Lucius Flavius Philostratos, der für die 250/60er Jahre belegt ist. Krystyna Stebnicka identifiziert den Geschichtsschreiber mit ebendiesem Philostratos und ferner mit Philostratos dem Jüngeren, dem Verfasser einer Sammlung von Bildbeschreibungen.
Ein Philostratos aus Athen, der als Sophist bezeichnet wird und 253/54 oder 262 an der Abwehr der Goten in Griechenland beteiligt war (siehe auch Gnaeus Curtius Dexippus), wird in einem 2014 neu entdeckten Fragment aus dem Geschichtswerk des Dexippos erwähnt. Er wird dort als ein Mann von besonderen Rede- und Geistesgaben beschrieben; es ist daher wahrscheinlich, dass es sich um den hier behandelten Geschichtsschreiber handelt. Der Historiker Philostratos mag daher sowohl mit dem Archon als auch dem Heerführer identisch sein. Er hat in diesem Fall eventuell auch die Abwehrkämpfe der Römer gegen die Goten und andere Invasoren in seinem Werk geschildert. In der Forschung wird zudem vermutet, Philostratos habe direkt oder indirekt als Quelle für die nur fragmentarisch erhaltenen Historien des Petros Patrikios gedient.
Christopher Jones hat 2011 vorgeschlagen, eine Passage in der Kirchengeschichte des Euagrios Scholastikos, wo dieser von einer schweren Pestseuche in der Zeit eines Philostratos berichtet, auf den Geschichtsschreiber Philostratos zu beziehen. Dieser Ansicht schloss sich mit weiteren Argumenten Kyle Harper an.
Philostratos gehörte zu einer Reihe von griechischen Historikern, die im 3. Jahrhundert tätig waren, wie etwa Cassius Dio, Herodian, Ephoros der Jüngere, Nikostratos von Trapezunt, Dexippos und ein gewisser Eusebios.

## Textausgaben
- Die Fragmente der griechischen Historiker, Nr. 99 und Brill’s New Jacoby, Nr. 99 (mit englischer Übersetzung und neuem Kommentar von Robert Frakes).
- Bruno Bleckmann, Jonathan Groß: Historiker der Reichskrise des 3. Jahrhunderts I (Kleine und fragmentarische Historiker der Spätantike). Paderborn 2016, ISBN 978-3-506-78490-2, S. 75–97 (mit deutscher Übersetzung).